# TACACS+
TACACS+ (англ. Terminal Access Controller Access Control System plus) — сеансовый протокол, результат дальнейшего усовершенствования TACACS, предпринятого Cisco.
Улучшена безопасность протокола (шифрование), а также введено разделение функций аутентификации, авторизации и учёта, которые теперь можно использовать по отдельности.
TACACS+ использует понятия сеансов. В рамках TACACS+ возможно установление трёх различных типов сеансов AAA (англ. authentication, authorization, accounting). Установление одного типа сеанса в общем случае не требует предварительного успешного установления какого-либо другого. Спецификация протокола не требует для открытия сеанса авторизации открыть сначала сеанс аутентификации. Сервер TACACS+ может потребовать аутентификацию, но протокол этого не оговаривает.